# Лазарет
Лазаре́т  (італ. lazzaretto, фр. lazaret, нім. Lasareth) — це карантинна станція для морських мандрівників. Лазарети можуть бути кораблями, які постійно стоять на якорі, ізольованими островами або будівлями на материку. У деяких лазаретах поштові відправлення також дезінфікували, зазвичай шляхом фумігації.
Ця практика застосовувалася аж до 1936 року, хоча й у рідкісних випадках.

## Походження назви
Запозичене було з німецької мови в XVIII в., в яку потрапило це слово з італійської мови.
Цей термін зустрічається як синонім шпиталю або лікарні, щодо військових і цивільних медичних закладів. Лазаретом мирного часу до 1917 р. у Російській імператорській армії називали «місцевий» лікарський заклад, і відрізняли його від госпіталів як заклад більш спрощеної організації і меншим грошовими витратами на утримання хворих.
- Перша версія виникнення назви — від духовно-лицарського «Ордену Святого Лазаря»[3][джерело?].
- Друга версія — на одному з островів Венеційської лагуни будівельники натрапили на величезну братську могилу. Три роки до того моменту венеційські робітники збиралися зводити фундамент для будівлі нового міського музею. Музей, за задумом влади, повинен був знаходитися на східному березі острова Лазаретто — «Веккіо», одного з сотні островів Венеційської лагуни, розташованого на півдні, в парі миль від знаменитої площі Святого Марка. Однак під час роботи італійці натрапили на людські кістки. На думку вчених, вони знайшли останки понад півтори тисячі жертв бубонної чуми, а також 150 ящиків з різними артефактами, які також мають відношення до епідемій. Серед останків людей лежали черепки глиняного посуду, монети, коштовності і навіть жіноча білизна. Цей Венеційський лазарет почав роботу під час спалаху чуми 1485 р.[джерело?] Тоді місто виявилося не готовим до стрімкого розповсюдження хвороби: жертвами інфекції стало чимало людей, серед них глава Венеційської республіки, 72-й дож Джованні Моченіго (1408 р. — †1485 р.). Уряд республіки почав будівництво громадського лазарету на острові Лазаретто — «Веккіо». У той час острів носив назву «Святої Марії з Назарету», проте люди часто називали його просто як італ. Nazarethum (від назви костелу італ. Santa Maria di Nazaret, біля котрого в XV ст. була вперше відкрита «лікарня для прокажених» італ. Lazzaretto) або називали його італ. Lazaretum.[джерело?]

- Третя версія — назва в народі асоціювалася з ім'ям біблійного жебрака (Притча про багача і Лазаря), яке буквально означало «божа допомога» від гебрейського «El'azar».[джерело?]

- Четверта версія — від імені Лазаря з Віфанії, котрого воскресив Ісус Христос, який потім протягом 30 років служив в сані єпископа на о. Кіпр.[джерело?]

- П'ята версія — від імені Святого Лазаря (італ. Lazzaro), покровителя прокажених, хворих.[джерело?]

Зрештою так виникла назва «лазарет».

## Історія

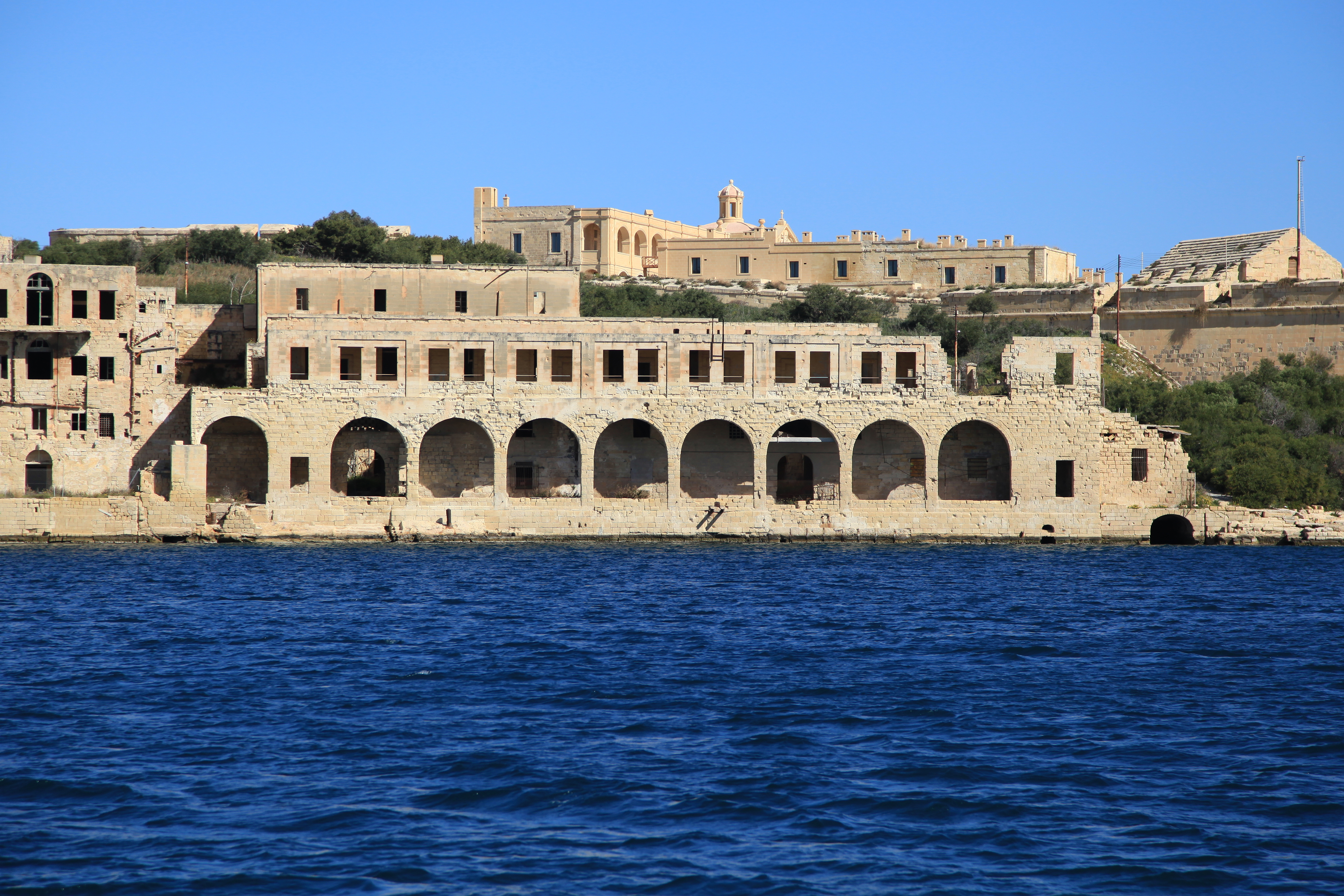
Лазарет на острові Маноель, Мальта

У 1592 році на острові Маноель на Мальті під час епідемії чуми був побудований «лазаретт» з дерев'яних хатин. Його було знесено в 1593 році після того, як хвороба вщухла. У 1643 році гросмейстер Ласкаріс побудував постійний Лазарет в тому ж місці, щоб контролювати періодичний приплив чуми та холери на борту кораблів відвідувачів. Згодом лікарня була вдосконалена і була розширена під час губернаторства сера Генрі Бувері в 1837 і 1838 роках. Лікарню було закрито в 1929 році, і будівля все ще існує донині. Є плани щодо реставрації лазаретто на острові Маноель.
Лазарет також з'явився у 1721—1725 рр при Петрі I, як медсанбат до 1917 р. у Російській імперії,.

## Різновиди
У воєнний час при кожній окремій частині діючої армії містився лазарет на 4-16 ліжок, що під час бойових дій перетворювалося на передовій лінії у перев'язувальний пункт. Тоді розрізняли лазарети:
- батальйонні ,
- полкові та
- бригадні.

## Основні функції
На чолі їх стояли стройові офіцери. Завідування спеціальною медичною частиною належало до старшого лікаря частини. Кожній дивізії надавався дивізійний лазарет, що служив під час боїв головним перев'язувальним пунктом дивізії. Завідувати ним належало дивізійному лікареві, а господарська частина — доглядачеві (стройовому офіцерові).
Після 1917 р. у Червоній армії військовим лазаретам надано лікувально-профілактичний характер. На них покладене було надання стаціонарної допомоги хворим військовослужбовцям, прийняття амбулаторних хворих, що направляються військовими лікарями для розпізнавання окремих захворювань або для спеціального лікування, вивчення разом з військовими лікарями причин та умов виникнення у військах різного роду захворювань, особливо пов'язаних з військовою працею й побутом, санітарною освітою та вихованням гігієнічних навичок серед перебуваючих на лікуванні хворих. Військові лазарети були відкриті при військових частинах наказом начальника Військово-санітарного управління РСЧА за поданням начальника Окружного військово-санітарного управління, схваленого командувачем військами в окрузі, в районі, де немає постійних військових госпіталів або де кількість госпітальних ліжок недостатня. Військові лазарети обслуговувалися особовим складом військових частин, їх відкривали посиленим додатковим штатом. Завідування лазаретом належало старшому лікареві військової частини, котрий був відповідальним за стан і діяльність лазарету. Загальне спостереження покладалося на гарнізонного лікаря. Постачання медичним, санітарно-технічним і санітарно-господарським майном відбувалося військово-санітарною службою відповідно особливих табелів і каталогів. Харчування хворих у лазареті здійснювалося на таких самих засадах, що й у військових госпіталях. Постачання іншими видами забезпечення (квартирування, опалення, освітлення і т. д.) проводилося силами військової частини. У тих випадках, коли лазарет обслуговує декілька військових частин, то до роботи в ньому міг бути притягнутий медичний і санітарний склад усіх цих всіх частин. Для поліпшення лікувальної справи у лазарет надавалися кошти для запрошення консультантів з числа цивільних фахівців та оплачувалися діагностичні та лікувальні процедури в цивільних закладах. При лазареті функціонували медичні наради та лікарські комісії для огляду військовослужбовців для визначення придатності їх до військової служби, необхідності надання їм відпустки, курортного лікування і т. д.. Щодо внутрішнього розпорядку лазарет керувався статутом внутрішньої служби РСЧА і «Положенням про військові госпіталі».

## Підрозділи
Це був і може бути лікувальний заклад при військовій частині або військовому з'єднанні, призначений для стаціонарного лікування хворих (поранених), що не потребують тривалого і спеціалізованого лікування, а також для тимчасової госпіталізації або тимчасової ізоляції хворих до моменту їх направлення у шпиталь:
- Лазарет базовий — розгортається в невеликих віддалених пунктах базування сил Військово-морського Флоту;
- Лазарет береговий — див. «лазарет базовий»;
- Лазарет гарнізонний — у невеликому за чисельністю гарнізоні, що розгортається у разі відсутності поблизу сухопутного військового шпиталю;
- Лазарет дивізійний — при військовому з'єднанні, що розгортається у мирний час; у кінці XIX-на початку XX ст. термін застосовувався для позначення польових рухомих медичних установ дивізії, коли розгортають головний перев'язувальний пункт або коли необхідна була нетривала госпіталізація поранених та хворих;
- Лазарет корабельний — розгортається як підрозділ медичного пункту корабля;
- Лазарет медичного пункту — розгортається при військовій частині, як підрозділ її медичного пункту.